# Bundesstraße 211

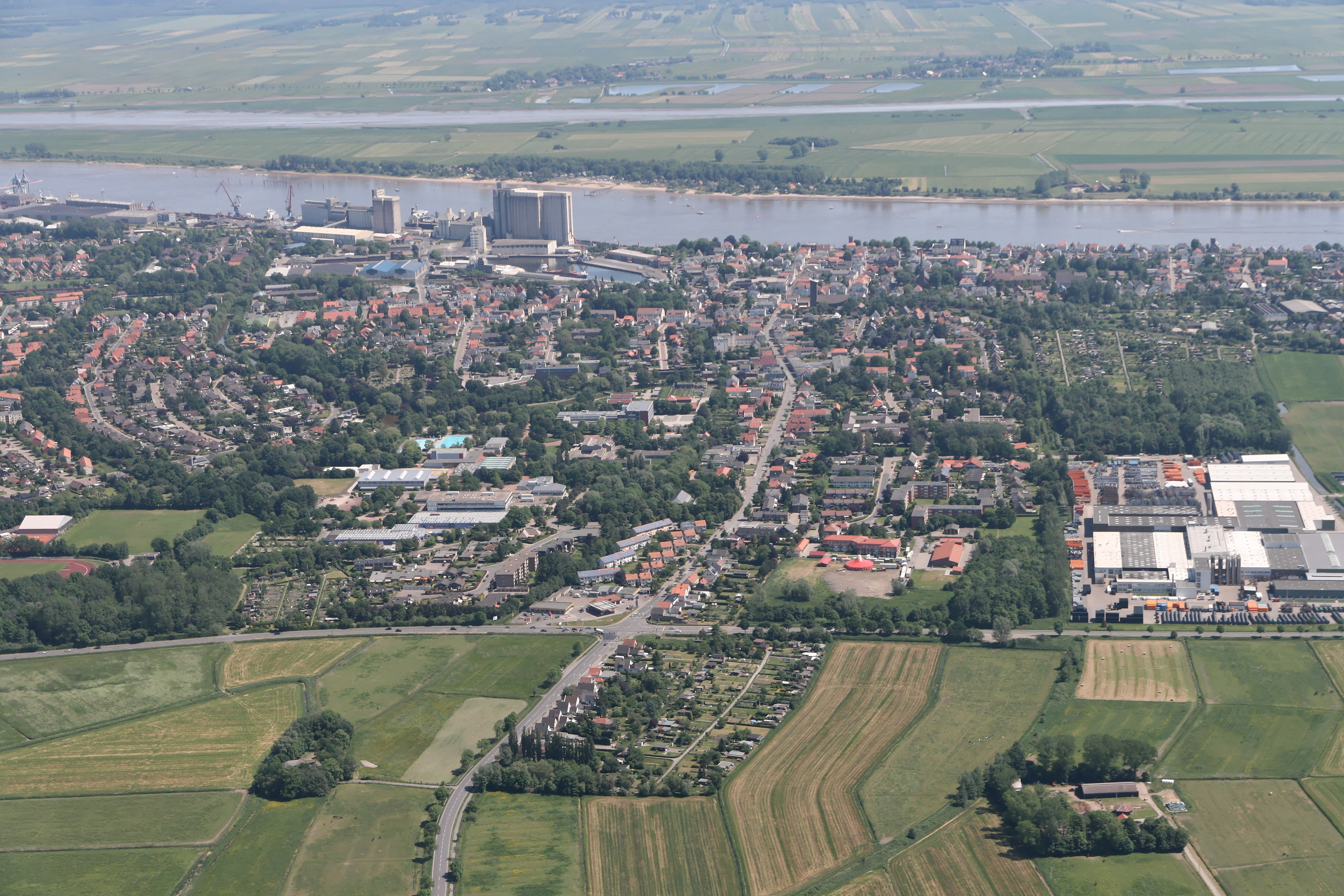
Bis 2021 Östliches Ende der B 211 bei der Einmündung in die B 212 (Kreuzung in der unteren Bildmitte). Die neugebaute Strecke kreuzt nun nördlicher und ist nicht zu sehen.

Die Bundesstraße 211 (Abkürzung: B 211) ist eine deutsche Bundesstraße im Land Niedersachsen. Sie verbindet Brake mit der A 29 bei Oldenburg. In Fortsetzung der B 211 führt die A 293 weiter nach Oldenburg.

## Geschichte
Dieser Landweg verband die Residenzstadt Oldenburg mit der 1514 errichteten Burg Ovelgönne, die von 1664 bis 1859 politisches Zentrum der Wesermarsch war. Nach Regenfällen war dieser Weg, der durch Moore führte, oft unpassierbar.
Ab 1847 wurde der Landweg zwischen dem Weserhafen Brake und der Residenzstadt Oldenburg zu einer Chaussee ausgebaut. Die Klinkersteine zum Straßenbau wurden im oldenburgischen Bockhorn hergestellt und mit dem Schiff nach Brake transportiert. Als Untergrund wurde Sand aus der Weser verwendet, um Transportkosten zu sparen. Im Jahre 1849 konnte der Straßenbau bis Oldenbrok, im Jahre 1852 die gesamte Strecke bis zur Vareler Chaussee fertiggestellt werden. Seit 1852 fuhr auch ein Omnibus zweimal täglich zwischen Brake und Oldenburg. Durch den Straßenbau stieg die wirtschaftliche Bedeutung Brakes so stark an, dass dieser Ort 1856 die Stadtrechte erhielt. Diese Landstraße wurde um 1937 zur Reichsstraße erhoben, obwohl die historischen Klinkerstraßen nicht für hohe Geschwindigkeiten geeignet waren und aufgrund der hohen Belastung streckenweise im sumpfigen Boden versanken.
Auf dieser Landstraße wurde 1946 eine Busverbindung zwischen Oldenburg und Nordenham eingerichtet, die 1952 von der Bundesbahn übernommen wurde und den Zugverkehr zwischen Brake und Oldenburg ersetzte.
Der 7,4 km lange Abschnitt zwischen Mittelort und der B 212 bei Brake sollte auf Grund eines Planfeststellungsbeschlusses vom 2. Juni 2008 durch eine neu zu bauende Umgehungsstraße ersetzt werden. Der erste Spatenstich fand am 30. August 2016 statt, der Abschnitt konnte am 3. Juni 2021 als B211n fertiggestellt und eröffnet werden, wobei die B211n nun 700 m weiter nördlich in die B212 bei Brake mündet.
Am 9. Juli 2009 wurde das Planfeststellungsverfahren zum Bau einer Südumgehung um den Ort Loy (Gemeinde Rastede) eröffnet. Der erste Spatenstich erfolgte am 12. Dezember 2012, der Abschnitt wurde Ende 2014 fertiggestellt.